# Griffin Park
Il Griffin Park è uno stadio situato nel London Borough of Hounslow, Londra. È stato lo stadio del Brentford dalla sua inaugurazione, nel 1904, al 2020. È noto per essere l'unico stadio di calcio in Inghilterra ad avere un pub in ogni angolo ed è situato in una zona prevalentemente residenziale. Il terreno prende il nome dal grifone del logo della Fuller's Brewery, che si trova nella zona su cui è stato costruito lo stadio.
La più alta partecipazione nello stadio fu in occasione della partita del 26 febbraio 1949 tra Brentford F.C. e Leicester City, con 38.678 spettatori. Lo stadio ha attualmente una capacità di 12.763 posti. Nella stagione 2008-09 la partita con il Wycombe Wanderers gli spettatori presenti hanno raggiunto quota 10.642.
Griffin Park è sotto la postazione del London Heathrow Airport e i tetti dello stadio sono utilizzati come spazi pubblicitari di grandi dimensioni, attualmente da Qatar Airways.

## Struttura dello stadio
Si compone di quattro tribune. I tifosi di casa sono assegnati allo stand Braemar Road (la tribuna principale) con posti a sedere, l'Ealing Road, una terrazza coperta, e la Axbey Bill Stand (in precedenza lo stand New Road) sempre con posti a sedere. I tifosi avversari sono alloggiati nel Brook Road Stand (1600 posti) (anche nota come 'La Casa di Wendy'), uno stand su più livelli, composto da terrazzamenti a livello inferiore e posti a sedere nelle sezioni superiori.
Lo stand Braemar Road è stato ribattezzato "Bees United Stand" per la stagione 2010/11.

## Altri inquilini
Il terreno ha ospitato tre amichevoli internazionali in questi ultimi anni, la più recente è stata una partita Nigeria-Ghana.
Dal 2002 al 2006 il Griffin Park ha ospitato i London Broncos, squadra di rugby. I Broncos hanno successivamente cambiato nome in Harlequin Football Club e si sono trasferiti altrove.
Le riserve del Chelsea e le sue giovanili hanno giocato le partite casalinghe al Griffin Park dal 2007-08 al 2009-10.

## Futuro
Il Brentford F.C., assieme al club di Rugby degli London Irish ha costruito un nuovo stadio, presso la stazione della metro di Kew Bridge, con una capacità di 20.000 posti, chiamato Brentford Community Stadium dopo aver acquistato un terreno a Lionel Road nel 2010, e dopo le presentazioni di progetti e convenzioni che sono stati approvati definitivamente nel 2017. L'inizio dei lavori è avvenuto in primavera del 2018 e la fine è stata nell'estate 2020. Dopo il trasferimento Griffin Park verrà riconvertito in alloggi di edilizia residenziale.